# Quadrant (Antarktika)

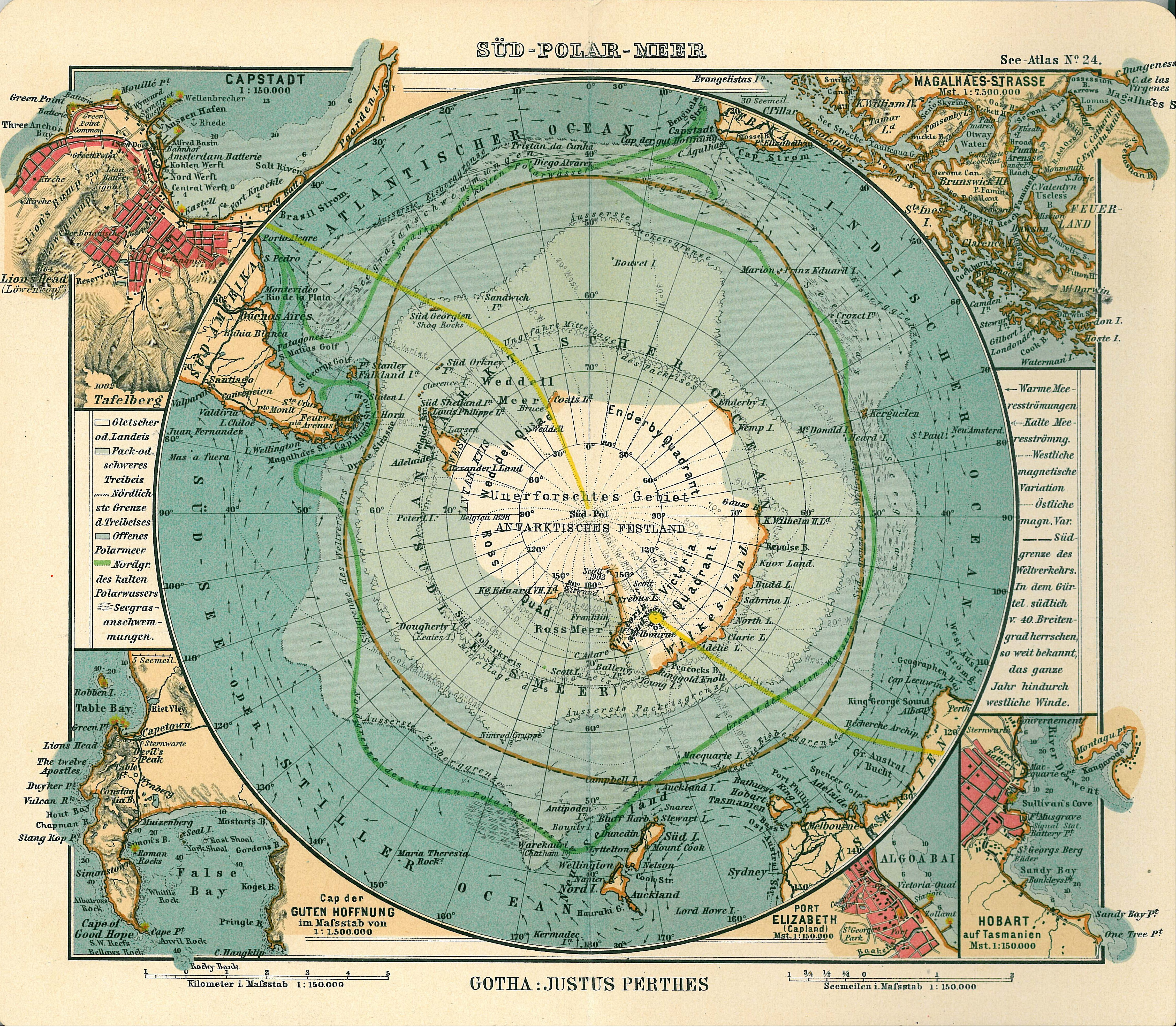
Karte der Antarktis (1906) mit den vier Quadranten des antarktischen Festlandes

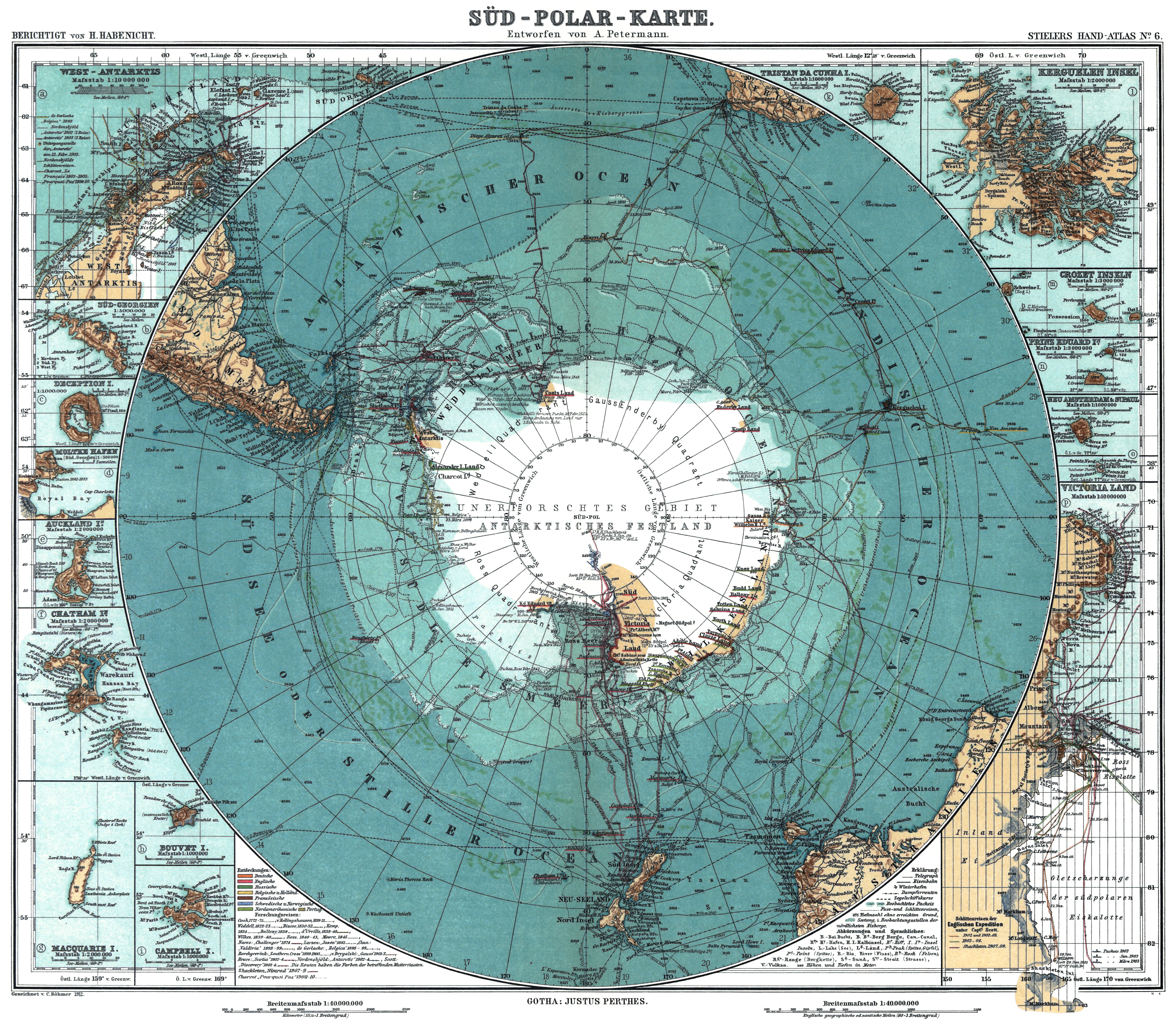
Karte von Antarktika (1912): Gauss(Enderby) Quadrant

Der antarktische Kontinent wird schematisch in vier Quadranten (lateinisch Quadrans = Viertel) gegliedert, jeweils 90 Grad geographischer Länge breite antarktische Sektoren, die sich am Nullmeridian orientieren:
Die vier Quadranten wurden ursprünglich vom britischen Geographen Clements Markham 1899 vorgeschlagen, als erste Grobgliederung und Bezeichnung von Großregionen des zu diesem Zeitpunkt noch weitgehend unerforschten antarktischen Kontinents:
| Nr. | West- grenze | Ost grenze | Quadrant (englisch) | deutsch           | Bemerkungen |
| --- | ------------ | ---------- | ------------------- | ----------------- | --- |
| 1   | 90°E         | 180°       | Victoria Quadrant   | Viktoria-Quadrant | darin lag das bereits bekannte Viktorialand                                                                    |
| 2   | 180°         | 90°W       | Ross Quadrant       | Roß-Quadrant      | zu Ehren von James Ross, der zu diesem Zeitpunkt am weitesten in diese Region vorgedrungen war                 |
| 3   | 90°W         | 0°         | Weddell Quadrant    | Weddell-Quadrant  | zu Ehren von James Weddell, der hier am weitesten nach Süden vorgedrungen war, mit der Antarktischen Halbinsel |
| 4   | 0°           | 90°E       | Enderby Quadrant    | Enderby-Quadrant  | nach dem bereits um 1831 gesichteten Enderbyland in der Region                                                 |

Die einzige bekannte Landmasse im Roß-Quadranten war zu diesem Zeitpunkt die 1821 entdeckte und 450 Kilometer vor der antarktischen Festlandsküste gelegene Peter-I.-Insel.
Frederick Cook schlug für die vier Quadranten eine Anlehnung an die nördlich davon gelegenen Kontinente vor:
1. Australischer Quadrant (Australian Quadrant)
2. Pazifischer Quadrant (Pacific Quadrant)
3. Amerikanischer Quadrant (American Quadrant)
4. Afrikanischer Quadrant (African Quadrant)

Allein der Name Pazifischer Quadrant leitete seinen Namen nicht von einem Kontinent ab, da weiter nördlich dieses Quadranten (bzw. nördlich des 2002 abgegrenzten Südlichen Ozeans, soweit er in diesen Quadranten fällt) kein Kontinent, sondern der Pazifische Ozean liegt.
Die antarktischen Quadranten wurden stets in Reihenfolge des Uhrzeigersinns von Westen nach Osten aufgelistet, im Gegensatz zu den Quadranten im kartesischen Koordinatensystem.
Diese Grobgliederung sollte auch der Koordinierung der Erforschung des Kontinents durch Deutschland, England, Schottland und Schweden dienen, die für die Zeit von 1901 und 1904 Jahrhundertwende größere Expeditionen geplant hatten:
- Deutsches Reich: Gauß-Expedition (1901–1903, erste deutsche Antarktisexpedition)
- England: Discovery-Expedition (1901–1904, erste englische, eigentlich britische Antarktisexpedition)
- Schweden: Schwedische Antarktisexpedition (1901–1903)
- Schottland: Schottische Antarktisexpedition (1902–1904)

Die Ergebnisse dieser Expeditionen wurden dann 1907 von Adolphus Greely geordnet nach diesen Quadranten zusammengefasst, unter Verwendung der von Frederick Cook vorgeschlagenen Namen.
Die deutschen Namen wurden erstmals 1908 von Ludwig Mecking (1879–1952) publiziert, darunter Viktoria-Quadrant mit k sowie Roß-Quadrant explizit mit scharfem ß, beim vierten Quadranten statt Enderby-Quadrant jedoch Gauß-Quadrant, benannt nach dem deutschen Expeditionsschiff Gauß.
Isaiah Bowman (1878–1950) nannte 1930 den ersten Quadranten (Weddell- oder Amerikanischer Quadrant) Atlantic Quadrant.
Die Quadrantengliederung des antarktischen Kontinents wird in wissenschaftlichen Publikationen noch bis in die jüngste Zeit (1993) verwendet.